# رانیوال
رانیوال (به انگلیسی: Ranewal) یک منطقهٔ مسکونی در پاکستان است که در پنجاب واقع شده‌است. رانیوال ۲۳۴ متر بالاتر از سطح دریا واقع شده‌است.